# Sarah Pape
Sarah Pape (Toronto, 8 de agosto de 1972) es una deportista canadiense que compitió en remo como timonel.
Ganó una medalla de bronce en el Campeonato Mundial de Remo de 2003, en la prueba de ocho con timonel. Participó en los Juegos Olímpicos de Atenas 2004, ocupando el séptimo lugar en la misma prueba.

## Palmarés internacional
| Campeonato Mundial | Campeonato Mundial | Campeonato Mundial | Campeonato Mundial |
| Año                | Lugar              | Medalla            | Prueba             |
| ------------------ | ------------------ | ------------------ | ------------------ |
| 2003               | Milán (Italia)     | Medalla de bronce  | Ocho con timonel   |